# Palais Contarini del Bovolo
Le palais Contarini del Bovolo (aussi appelé palais Contarini Minelli dal Bovolo) est un petit palais à Venise, fameux pour son escalier extérieur en colimaçon avec de multiples arches, connu comme la Scala Contarini del Bovolo (de l'escargot).

## Histoire
Le palais semble avoir existé dès le XIVe siècle, avant d'être acquis par la puissante famille Contarini, dont une branche s'installe dans ce quartier, proche du lieu de pouvoir qu'est la place Saint-Marc.
Pietro Contarini, inspiré par la Renaissance florentine et la tour de Pise, fait construire l'escalier en 1499 à l'extérieur du palais comme cela était d'usage jusqu'au XVIe siècle. L'architecte semble avoir été Giovanni Candi.

## Œuvre déplacée

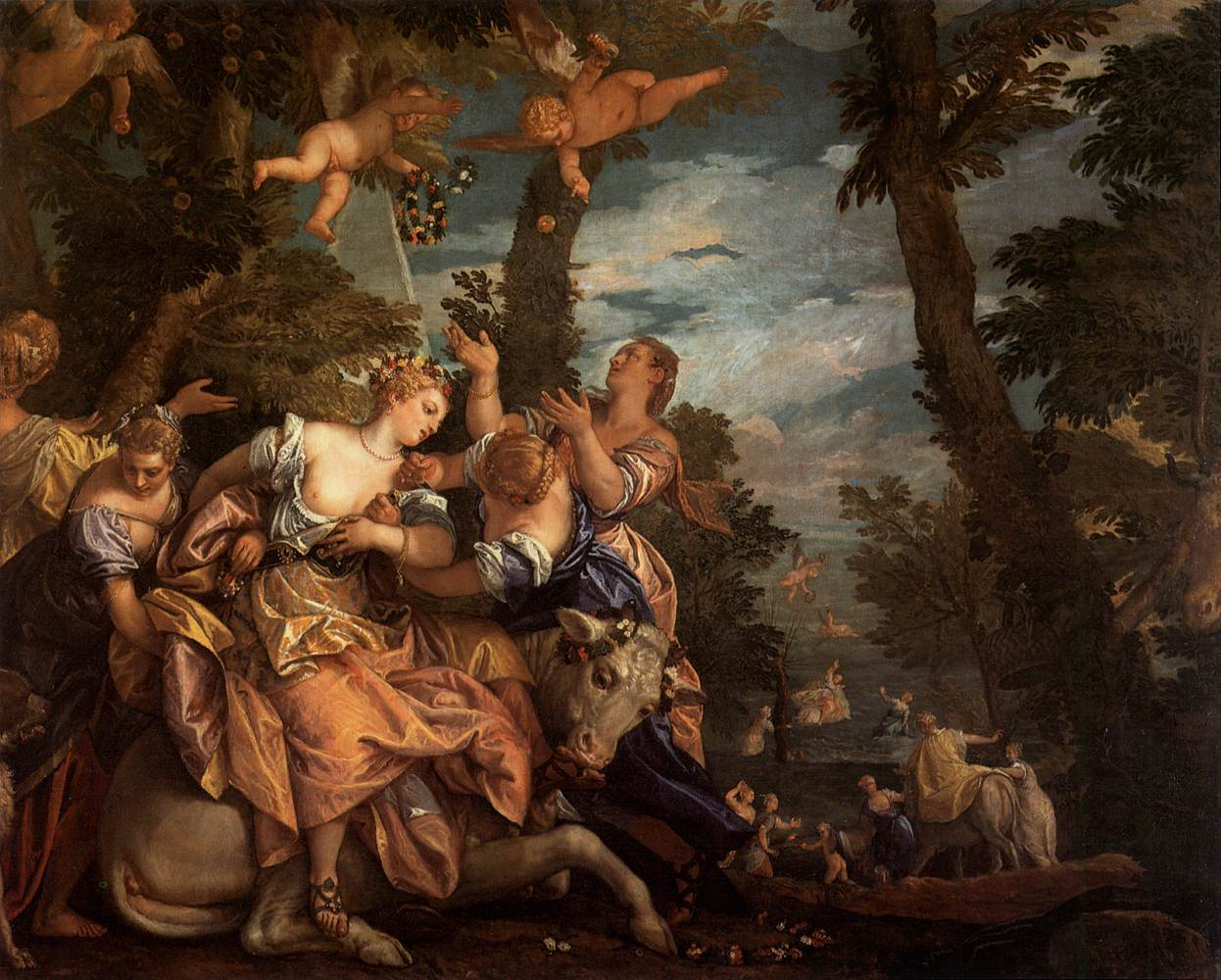
L'Enlèvement d'Europe
1580, Véronèse

L'Enlèvement d'Europe par Véronèse, datant de 1580 (huile sur toile de 240 × 303 cm), se trouvait autrefois dans le palais. Cette œuvre est aujourd'hui conservée au palais des Doges.